# Драбаниха
Драбаниха — гора-останець у Тернопільській області (Україна), найвища вершина Кременецьких гір. Розташована на західній околиці міста Кременець, піднімається над навколишньою місцевістю на 120—140 м. Висота 408,6 м.

## Географія
Гора Драбаниха розташована в Кременецькому районі, на півночі Тернопільської області, в крайній південно-західній частині Кременецьких гір, за 1,7 км на захід від центру міста Кременець та за 1 км на південний-схід від околиці села Підлісці. Абсолютна висота вершини становить 408,6 м над рівнем моря. Відносна висота близько 200 м. Топографічна ізоляція вершини відносно найближчої вищої гори Збараж (412 м), яка лежить на південному заході і є другою за висотою вершиною низькогірного пасма Вороняки, становить 40 км.